# We Have Band
We Have Band — британская поп-рок-группа, образованная в 2008 году в Манчестере (Англия), использующая в своей музыке элементы синти-попа и пост-панка.
В западной прессе о группе пишут: «Their Have Band — We have hope».
В мае 2009 года группа дала сольный концерт в московском клубе Б2.
В 2010 году We Have Band выпустила дебютный альбом с одноименным названием (We Have Band).
В 2012 выходит новый альбом под названием Ternion. В дополнение к альбому выпущен бонусный диск с акустическими версиями и 26-минутным миксом из песен альбома.

## Состав
- Thomas Wegg Prosser — бас, гитара, вокал,
- Dede Wegg Prosser — вокал, перкуссия, семплы
- Darren Bancroft — ударные, клавишные, вокал, семплы

## Дискография

### Альбомы
- 2010 — We Have Band
- 2012 — Ternion
- 2014 — Movements

### Синглы
- Oh! — Single + Remixes
- You Came Out / West End Girls — Single + Remixes
- Hear It In The Cans (DIY version)